# Sign of Devotion
Sign of Devotion is het tweede en laatste album van de Belgische band Sengir, verschenen in 2006 bij Buzzville Records.

## Tracklist
1. Calling
2. Time
3. Conscience Awake
4. Close To The Bone
5. My Defense
6. Day You Take Me Over
7. Back To Reason
8. Silver Lining
9. Disbelief
10. Prove Me Wrong
11. Lose The Moment

## Credits
De muziek is geschreven door Sengir. De teksten zijn van de hand van zangeres Ellen Schutyser.